# Drzewiarka (wóz)
Drzewiarka - wóz używany w kopalnianych składach drzewnych oraz w podziemiach kopalń do przewożenia kopalniaków. Ma formę platformy z kłonicami.